# Gherghițești, Dâmbovița
Gherghițești este satul de reședință al comunei Cobia din județul Dâmbovița, Muntenia, România.
 Acest articol despre o localitate din județul Dâmbovița este deocamdată un ciot. Puteți ajuta Wikipedia prin completarea lui.